# دان ماكينزي (جيوفيزيائي)
دان بيتر ماكنزي (بالإنجليزية: Dan Peter McKenzie)‏ هو بروفيسور فيزياء الأرض في جامعة كامبريدج، وأصبح مرة رئيسًا مختبرات بولارد في قسم جامعة كامبريدج لعلوم الأرض، كتب ورقته العلمية الأولى في تحديد مبادئ الصفائح التكتونية.

## نشأته
ولد في شلتنهام، ابن لجراح أنف وأذن وحنجرة، في مرحلة التعليم العام درس في مدرسة وستمنستر اندر ‏ ثم في مدرسة وستمنستر في لندن.